# 胸背動脈
胸背動脈（きょうはいどうみゃく）は、肩甲下動脈の枝。胸背神経の下を走行し広背筋を栄養する。